# Rödenburg
Die Rödenburg, auch Oedenburg genannt, ist eine abgegangene Burg und befindet sich bei den Flurbezeichnungen Rödenburgstraße und Burgstraße in der Gemeinde Rammingen im Alb-Donau-Kreis in Baden-Württemberg.
Von der 1442 erwähnten Burg, erbaut von den Herren von Rammingen, ist nichts erhalten.